# Кинеско-вијетнамски рат
Кинеско-вијетнамски рат је био кратак оружани погранични сукоб између Народне Републике Кине и Социјалистичке Републике Вијетнам. Рат је започео 17. фебруара, а завршио 16. марта 1979. године.

## Историја
Антивијетнамски расположени режим Пола Пота у Демократској Кампућији и све већи број изблеглица из Кампућије натерао је Вијетнам да реагује инвазијом на суседну земљу децембра 1978. године. Пошто су Црвени Кмери били прокинески оријентисани, Кина је 17. фебруара покренула осветнички напад на северну границу Вијетнама.
Вијетнамску границу прешло је укупно 200.000 припадника кинеске Народноослободилачке армије. У року од десет дана, Кинези су заузели више провинцијских градова на северу и напредовали према главном граду Ханоју. Кинеска армија заузела је градове Као Банг 2. марта и Ланг Сон 4. марта, али је успорила напредовање због слабо организованих опскрбних линија. Наредног дана, Пекинг је објавио прекид напредовања према унутрашњост Вијетнама, пошто су били наишли на жесток отпор добро истрениране вијетнамске армије, опремљене америчким оружјем преосталим из Вијетнамског рата.
Кинези су се повукли из Вијетнама до 16. марта 1979, оставивши за собом 500 километара уништене земље. Иако су кинески губици били већи од вијетнамских, кинеско вођство је закључило да је постигло свој циљ, односно смањило одбрамбену моћ Вијетнама и показало Совјетском Савезу да није у стању заштитити своје савезнике када им је то потребно.
Кинеско-вијетнамски рат је у западној историографији познат и као Трећи индокинески рат.